# Metoda monograficzna
Metoda monograficzna - należy do metod obserwacji częściowej. Polega na wszechstronnym opisie i szczegółowej analizie pojedynczej jednostki lub niewielkiej liczby charakterystycznych jednostek badanej zbiorowości statystycznej. W związku z tym, że badaniu poddaje się pojedynczą jednostkę obejmuje ono na ogół bardzo szeroki zakres zagadnień, co sprzyja wnikliwej analizie. Przy tego typu badaniu oprócz charakterystyki liczbowej uwzględnia się informacje w formie jakościowo-ilościowej.  
W metodzie monograficznej, badana jednostka dobierana jest w sposób świadomy. Wybiera się jednostkę typową, taką, która występuje powszechnie. Czasem bada się  jednostki skrajne lub też przodujące. Z uwagi na to, że na podstawie badania jednostki ocenia się całą zbiorowość, ważne jest by dokonać poprawnego doboru.
Zobacz też: Metoda badawcza
Metoda monograficzna (inaczej terenowe) – ich odmiana to: różne typy eksploracji prowadzone w terenie. Opisuje w sposób całościowy problem, zbiorowość. Ten opis nie opiera się na zasadach reprezentacji. Mają charakter niestatystyczny. Wykorzystuje się techniki obserwacji powierzchownej. Wysokie ryzyko zniekształceń, bywają krytykowane jako mało naukowe.
Źródło:
- Podręcznik: Statystyka; Tomasz Michalski